# Høyre
Høyre (bokmål) eller Høgre (nynorska) är ett liberalkonservativt politiskt parti i Norge.

## Historia
Partiet grundades den 25 augusti 1884 efter att parlamentarism införts i Stortinget. Den förste partiledaren var Emil Stang. Från början var partiet främst till för konservativa och unionsvänliga. Under efterkrigstiden har partiet präglats både av konservativa och liberala åsikter.

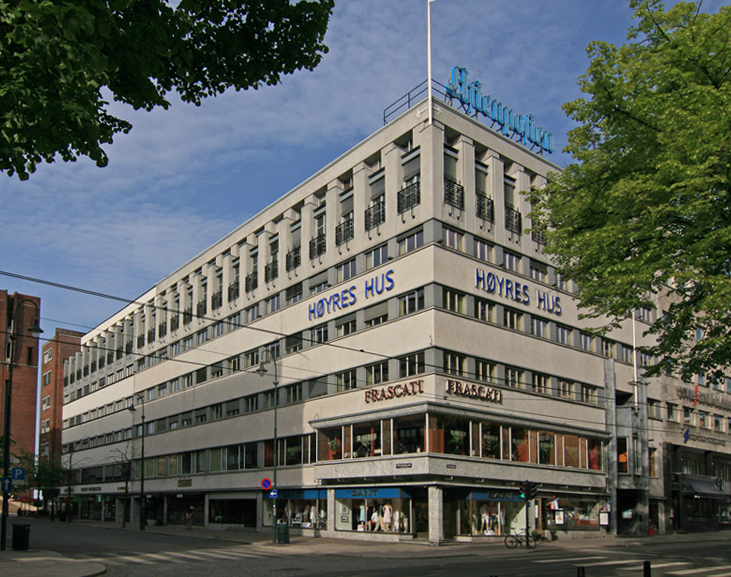
Høyres huvudkontor i Oslo.

Høyres resultat i fylkena vid stortingsvalet 2009.

Høyres väljarstöd har varierat kraftigt. Störst stöd fick partiet 1894 när 49,4 procent av väljarna röstade på Høyre. Under mellankrigstiden gick Høyre tillbaka, bland annat till följd av att nya partier bildades. Under efterkrigstiden var partiets stöd ganska konstant innan det ökade under andra halvan av 1970-talet. Resultatet i stortingsvalet 1981, när partiet fick 31,7 procent  av rösterna, var det bästa valresultatet sedan 1924, och Høyres Kåre Willoch blev statsminister.
Vid valet 1997 fick partiet endast 14,3 procent av rösterna, det sämsta resultatet sedan 1945. Vid valet 2001 ökade dock partiets stöd kraftigt. Det fick 38 ledamöter i Stortinget och satt i regeringen i koalition med Kristelig folkeparti och Venstre. Trots att Høyre vid regeringsbildningen 2001 var det största av de aktuella partierna, fick partiet inte besätta statsministerposten, som i stället gick till Kristelig Folkepartis Kjell Magne Bondevik.
År 2004 blev dåvarande kommunministern Erna Solberg partiledare när hon efterträdde Jan Petersen. I valet 2005 tappade partiet stöd och fick 14,1 procent, och hamnade i opposition. I valet 2009 ökade partiet till 17,2 procent.
Inför stortingsvalet 2013 påbörjades en omdaning av partiet likt den som Nya Moderaterna i Sverige gjort inför riksdagsvalet 2006. Høyre fick 26,8 procent av rösterna i stortingsvalet 2013; partiets bästa valresultat sedan 1985. Erna Solberg valdes till ny statsminister den 16 oktober 2013 och satt på posten till 14 oktober 2021, som ledare för en regering med olika sammansättningar av partierna Høyre, Fremskrittspartiet, Venstre och Kristelig Folkeparti.

### Statsministrar från Høyre
Efter andra världskrigets slut har Høyre innehaft statsministerposten fyra gånger: 
- 1963 var John Lyng statsminister i en mycket kortlivad borgerlig fyrpartiregering, där även Senterpartiet, Venstre och Kristelig Folkeparti ingick.
- 1981–1986 var Kåre Willoch regeringschef, 1981–1983 för en ren Høyre-regering och 1983–1986 för en koalitionsregering med Kristelig Folkeparti och Senterpartiet.
- 1989–1990 ledde Jan P. Syse en trepartiregering bestående av Høyre, Kristelig Folkeparti och Senterpartiet.
- 2013–2021 var Erna Solberg statsminister och ledde först en tvåpartiregering bestående av Høyre och Fremskrittspartiet 2013–2018, följt av en trepartiregering bestående av Høyre, Fremskrittspartiet och Venstre 2018–2019, därefter av en fyrpartiregering bestående av Høyre, Fremskrittspartiet, Venstre och Kristelig Folkeparti 2019–2020 och slutligen en trepartiregering bestående av Høyre, Venstre och Kristelig Folkeparti 2020–2021.

## Valresultat
| År   | Valresultat i % |
| ---- | --------------- |
| 1961 | 19,3            |
| 1965 | 20,3            |
| 1969 | 18,8            |
| 1973 | 17,2            |
| 1977 | 24,5            |
| 1981 | 31,8            |
| 1985 | 30,4            |
| 1989 | 22,2            |
| 1993 | 17,0            |
| 1997 | 14,3            |
| 2001 | 21,2            |
| 2005 | 14,1            |
| 2009 | 17,2            |
| 2013 | 26,8            |
| 2017 | 25,0            |
| 2021 | 20,4            |

## Partiledare
- Emil Stang den äldre, 1884–1889
- Christian Homann Schweigaard, 1889–1891
- Emil Stang den äldre, 1891–1893
- Christian Homann Schweigaard, 1893–1896
- Emil Stang den äldre, 1896–1899
- Francis Hagerup, 1899–1902
- Ole Larsen Skattebøl, 1902–1905
- Edmund Harbitz, 1905–1907
- Fredrik Stang den yngre, 1907–1911
- Jens Bratlie, 1911–1919
- Otto Bahr Halvorsen, 1919–1923
- Ivar Lykke, 1923–1926
- C.J. Hambro, 1926–1934
- Johan H. Andresen, 1934–1937
- Ole Bærøe, 1937–1943 (i praktiken avsatt av den tyska ockupationsmakten 1940)
- Arthur Nordlie, 1945–1950
- C.J. Hambro, 1950–1954
- Alv Kjøs, 1954–1962
- Sjur Lindebrække, 1962–1970
- Kåre Willoch, 1970–1974
- Erling Norvik, 1974–1980
- Jo Benkow, 1980–1984
- Erling Norvik, 1984–1986
- Rolf Presthus, 1986–1988
- Kaci Kullmann Five, 1988 (tillförordnad)
- Jan P. Syse, 1988–1991
- Kaci Kullmann Five, 1991–1994
- Jan Petersen, 1994–2004
- Erna Solberg, 2004–

## Statsministrar från Høyre
- Emil Stang den äldre, 1889–1891, 1893–1895
- Francis Hagerup, 1895–1898, 1903–1905
- Jens Bratlie, 1912–1913
- Otto Bahr Halvorsen, 1920–1921, 1923
- Ivar Lykke, 1926–1928
- John Lyng, 1963
- Kåre Willoch, 1981–1986
- Jan P. Syse, 1989–1990
- Erna Solberg, 2013–2021